# ایشتار ۷۰۸۸
سیارک ۷۰۸۸ (به انگلیسی: 7088 Ishtar، نامگذاری:1992AA) هفت هزار و هشتاد و هشتمین سیارک کشف شده‌است که در ۱ ژانویه ۱۹۹۲ کشف شد.
قدر مطلق سیارک برابر ۱۶٫۷۰ است.